# Kóiči Wakata
Kóiči Wakata (japonsky 若田 光一 [Wakata Kóiči], Hepburnův přepis Kōichi Wakata; * 1. srpna 1963) je japonský astronaut, bývalý zaměstnanec japonské kosmické agentury JAXA, 341. člověk ve vesmíru. V letech 1996 až 2014 uskutečnil čtyři kosmické lety, dva krátkodobé na palubě raketoplánů a dva dlouhodobé pobyty na Mezinárodní vesmírné stanici (ISS). Na ISS se podíval i při svém pátém letu v roce 2022. Ve vesmíru strávil celkem 505 dní. V současnosti pracuje pro společnost Axiom Space.

## Život

### Inženýr
Vystudoval Kjúšúskou univerzitu (bakalář 1987, magistr 1989). Po škole pracoval v Japonských aeroliniích (JAL, Japan Airlines), zabýval se otázkami předcházení korozi a pevnosti konstrukce letadel.

### Astronaut JAXA
V dubnu 1992 byl vybrán mezi astronauty oddílu JAXA. Od srpna 1992 procházel všeobecným výcvikem v Johnsonově středisku NASA v Houstonu. V srpnu 1993 získal kvalifikaci letového specialisty raketoplánu. Poté zůstal v Houstonu ve výpočetním centru oddílu astronautů NASA.
1. kosmický let (1996)
V prosinci 1994 byl určen do posádky letu STS-72. Poprvé vzlétl do vesmíru na palubě raketoplánu Endeavour. Let STS-72 trval od 11. do 20. ledna 1996. Wakata obsluhoval kanadskou ruku (RMS), mimo jiné s ní zachytil japonskou družici SFU, kterou raketoplán přivezl zpět na Zem.

#### 2. kosmický let (2000)
V červnu 1997 byl vybrán do posádky letu STS-92. Raketoplán Discovery odstartoval 11. října, přistál 24. října 2000. Programem letu byla dostavba stanice ISS, především instalace nosníku Z1, Wakata opět obsluhoval manipulátor RMS (kanadskou ruku).
3. kosmický let (2009)

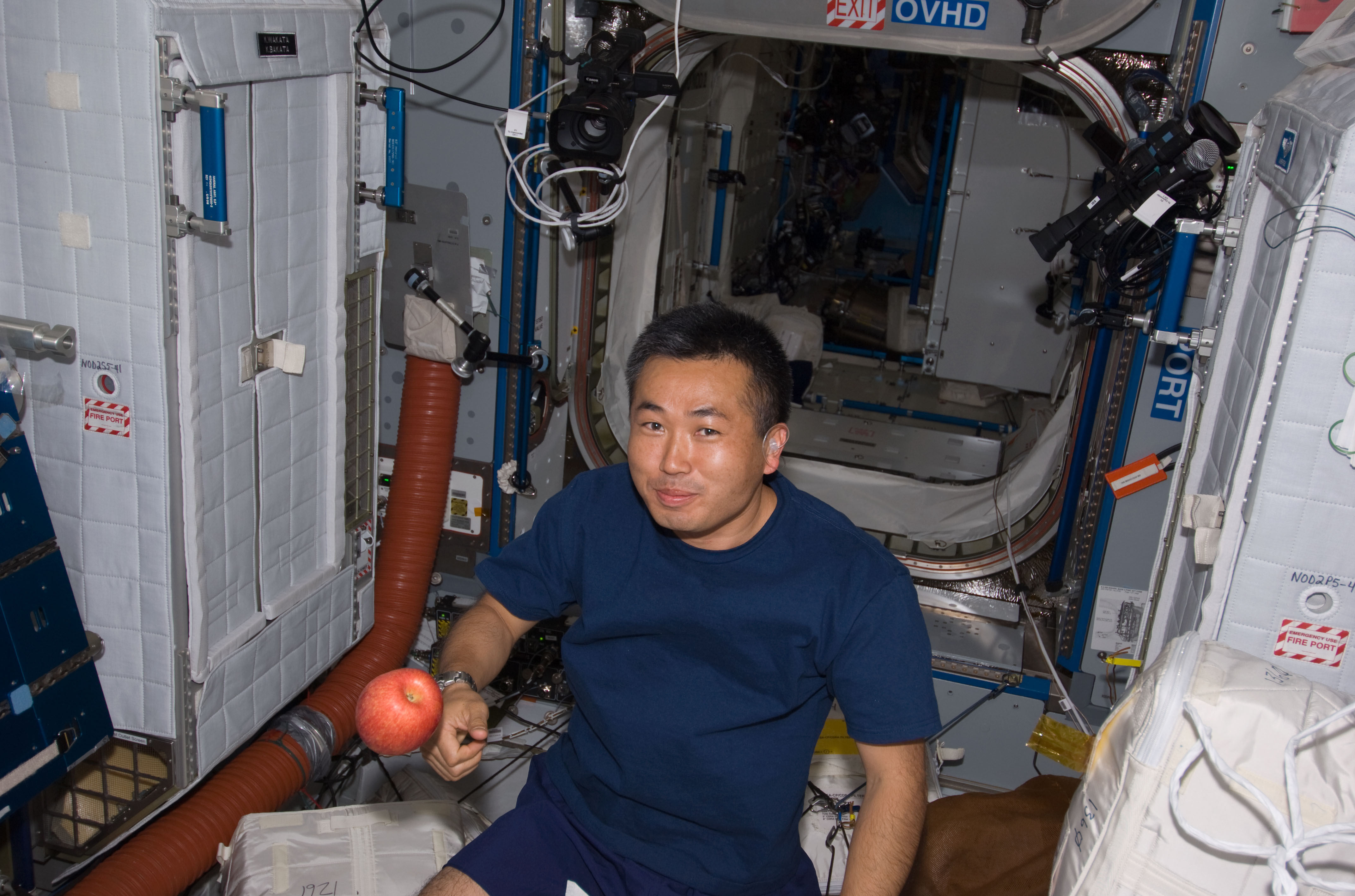
Kóiči Wakata na palubě ISS 20. března 2009

Od října 2001 se připravoval na dlouhodobý pobyt na ISS, součástí výcviku byla i stáž v středisku ESA v Kolíně nad Rýnem v srpnu – září 2002 a Středisku přípravy kosmonautů v Hvězdném městečku od prosince 2005. V červenci 2006 byl velitelem posádky pobývající sedm dní v podmořském obydlí NASA u floridského pobřeží. V srpnu 2006 byl předběžně určen do Expedice 16 na ISS a zahájil v Rusku přípravu na let Sojuzem, ale za měsíc byl z posádky odvolán. Ve dnech 16. - 27. ledna 2007 absolvoval s Saližanem Šaripovem a Sóičim Nogučim výcvik k přežití v lesích za Moskvou.
13. února 2007 byl určen členem Expedice 18 na ISS. Odstartoval v raketoplánu Discovery 15. března 2009 v letu STS-119. Na ISS zaměnil Sandru Magnusovou. Na přelomu března a dubna Expedici 18 nahradila Expedice 19, Wakata přešel do nové expedice a zůstal na stanici. Dne 29. května po příletu dalších tří kosmonautů v Sojuzu TMA-15 se označení posádky stanice změnilo na Expedice 20. Dne 17. července 2009 po několikatýdenních odkladech na ISS přiletěl raketoplán Endeavour, který přivezl Wakatova nástupce Timothyho Kopru. Japonský astronaut přestoupil na raketoplán a 31. července přistál na Floridě po 137 dnech, 15 hodinách a 4 minutách letu.
4. kosmický let (2013 – 2014)
V únoru 2011 agentura JAXA oznámila Wakatovo jmenování členem Expedice 38 a velitelem Expedice 39 na stanici ISS, současně byl v záložní posádce Expedice 36/37. Počtvrté do vesmíru a potřetí na ISS odstartoval 7. listopadu 2013 ve funkci palubního inženýra lodi Sojuz TMA-11M, společně s Rusem Michailem Ťurinem a Američanem Richardem Mastracchio, po šestihodinovém letu se Sojuz se spojil se stanicí. Na ISS pracoval jako palubní inženýr osmatřicáté expedice, od března 2014 se stal velitelem devětatřicáté expedice a současně prvním japonským velitelem ISS. V pořádku se vrátil na Zem 14. května 2014.
5. kosmický let (2022 – 2023)
V říjnu 2021 byla oznámena nominace Kóiči Wakaty do posádky letu SpaceX Crew-5, tedy současně i Expedice 68. Ke svému pátému letu odstartoval 5. října 2022 ve funkci letového specialisty a stal se jedním z malé skupinky astronautů, kteří letěli do kosmu ve třech různých kosmických lodích. Během letu mimo jiné absolvoval svůj první výstup do volného prostoru – 20. ledna 2023 během 7 hodin a 21 minut spolu s astronautkou Nicole Mannovou na příhradovém nosníku montovali a propojovali montážní platformy pro instalaci dvou solárních polí iROSA. Svou práci dokončili při dalším výstupu 2. února 2023, který trval 6 hodin a 41 minut. Celková doba Wakatových výstupů do volného prostoru se tak zvýšila na 14 hodin a 2 minuty. Ze stanice ve své lodi odletěl 11. března 2023 a přistál 12. března 2023 po 157 dnech, 10 hodinách a 1 minutě letu.

### Astronaut a manažer Axiom Space
Agentura JAXA pár dní před koncem března 2024 oznámila Wakatův odchod z oddílu astronautů i z agentury k poslednímu dní měsíce. Jen o několik dní později informovala společnost Axiom Space, že se Wakata stal jejím astronautem a technickým ředitelem pro asijsko-pacifický region. Zařadil se do skupiny profesionálních velitelů budoucích soukromých vesmírných misí a bude podporovat expanzi obchodní a strategické přítomnosti Axiom Space v regionu navazováním partnerství a dohod, prezentací projektu a při dalších příležitostech.

### Osobní život
Kóiči Wakata je ženatý, manželka je Němka Stefanie von Sachsen-Altenburg z Bonnu, mají syna.